# Alfred Kraus (Chemiker)
Alfred Kraus (* 30. Mai 1899 in Konstanz; † 7. Juni 1979 in Mühldorf am Inn) war ein deutscher Chemiker und Autor auf dem Gebiet der Nitrocelluloselacke.

## Leben
Alfred Kraus wurde nach einem Notabitur 1916 in den Ersten Weltkrieg eingezogen und kehrte 1918 aus französischer Kriegsgefangenschaft zurück. An der Albert-Ludwigs-Universität Freiburg studierte Kraus das Fach Chemie und wurde am 17. Februar 1926  mit einer Dissertation über das Thema Zur Kenntnis der Usninsäure (Universitätsarchiv-Nr. C-117) zum Dr. phil. nat. promoviert.
Nach dem Studium war Kraus zunächst in der Produktion von Lederfarben tätig. 1930 begannen seine grundlegenden Forschungen sowie umfassenden Entwicklungen von Nitrocelluloselacken. Während des Zweiten Weltkrieges arbeitete er ab 1. April 1941 bei der WASAG AG in Magdeburg. Im September 1946 folgte ein von der englischen Besatzungsmacht vermittelter mehrjähriger Aufenthalt in England. Hier arbeitete der Chemiker in der Firma Scott Bader in Wellingborough.
1950 konnte Alfred Kraus mit seiner Ehefrau Anni Kraus, geb. Engel, (* 18. Juni 1919; † 5. September 2009) und seiner Tochter Margaret Kraus (* 4. März 1948 in England; † 1. Oktober 2020) nach Deutschland zurückkehren. Eine erste Tätigkeit übernahm er in seinem Fachgebiet bei der Hagedorn & Co. AG in Osnabrück. Im Jahr 1953 wechselte Alfred Kraus zur WASAG-Chemie AG, zunächst im Werk Sythen, und ab 1957 leitete er das Lacktechnische Laboratorium der Nitrochemie GmbH in Aschau. Seit 1957 wohnte Alfred Kraus mit seiner Familie in Mühldorf am Inn. Seine beruflichen Tätigkeiten endeten 1968 infolge einer Berufskrankheit.
Die Ergebnisse seiner Arbeiten auf dem Gebiet der Nitrocelluloselacke hat Kraus in mehr als vierzig Einzelveröffentlichungen publiziert. Der wissenschaftliche Nachlass befindet sich seit Oktober 2004 in der Bibliothek der Johann Wolfgang Goethe-Universität in Frankfurt am Main.
Die Tochter des Ehepaares Kraus hatte unter dem Namen Margaret Minker als Medizinjournalistin, Übersetzerin und Autorin gearbeitet.

## Mitgliedschaft
Alfred Kraus wurde bereits während seines Studiums am 13. März 1922 als ein außerordentliches Mitglied in die Deutsche Chemische Gesellschaft aufgenommen, die nach dem Zweiten Weltkrieg als Gesellschaft Deutscher Chemiker neugegründet wurde.

## Werke
- Nitrocelluloselacke. Wilhelm Pansegrau Verlag, Berlin 1938.
- Nitrocelluloselacke. Wilhelm Pansegrau Verlag, Berlin 1943, Zweite, gänzlich umgearbeitet und erweiterte Auflage.
- Handbuch der Nitrocelluloselacke. Teil 1: Lösungsmittel. Wilhelm Pansegrau Verlag, Berlin 1955.
- Handbuch der Nitrocelluloselacke. Teil 2: Nitrocelluloselacke. Ergänzungsband. Wilhelm Pansegrau Verlag, Berlin 1957.
- Handbuch der Nitrocelluloselacke. Teil 3: Weichmachungsmittel. Wilhelm Pansegrau Verlag in der Westlichen Berliner Verlagsgesellschaft Heenemann, Berlin 1961.
- Der Cold-check-Test. Carl R. Vincentz Verlag, Hannover 1960.